# Myolepta dolorosa
Myolepta dolorosa är en tvåvingeart som först beskrevs av Hull 1941.  Myolepta dolorosa ingår i släktet parkblomflugor, och familjen blomflugor.
Artens utbredningsområde är Venezuela. Inga underarter finns listade i Catalogue of Life.